# توبراريا
التوبراريا أو الهشيمة أو زهرة الشمس (باللاتينية: Tuberaria) جنس نباتي يتبع الفصيلة القريضية (باللاتينية: Cistaceae). يضم هذا الجنس 12 نوعًا مقبولا و58 نوعا آخر لم يحسم أمرها بعد.

## من أنواعهاالواطنةفيالوطن العربي
1. التوبراريا المبرغلة (باللاتينية: Tuberaria guttata) في بلاد الشام والمغرب العربي وشمال حوض البحر الأبيض المتوسط

## من أنواعها الأخرى
1. التوبراريا المدببة (باللاتينية: Tuberaria acuminata) في بلاد الشام
2. التوبراريا كبيرة الكأسيات (باللاتينية: Tuberaria macrosepala) في بلاد الشام ومصر
3. التوبراريا المبكرة (باللاتينية: Tuberaria praecox) في بلاد الشام